# Williams FW46
A Williams FW46 egy Formula–1-es versenyautó, amelyet a Williams Racing versenyeztetett a 2024-es Formula–1 világbajnokság során. Pilótái a szezon kezdetén Logan Sargeant és Alexander Albon voltak, előbbit pedig a szezon hátralévő részére az olasz nagydíjtól Franco Colapinto váltotta.

## Áttekintés
Először 2024. február 5-én mutatták be az új autót, melynek festése lényegében ugyanolyan volt, mint elődeié. Apróbb érdekességek voltak rajta felfedezhetőek, mint például a kilencvenes évek festéseit idéző piros-fehér szegélycsík, vagy az egykori Frank Williams Racing Cars logójának ügyesen elrejtett sziluettje. Új szponzorok is érkeztek, mint a Myprotein, vagy a Formula–1-be hosszú idő után újra visszatérő Komatsu. A mexikói és a brazíliavárosi nagydíjon a Mercador Libre szponzornak köszönhetően több mint harminc év után újra sárga szín is került az autókra.
A csapat technikai fronton több szempontból is hatalmas lemaradásban volt, ezért James Wowles csapatfőnök utasítására nagy változásokat eszközöltek. A Williams, utolsóként a csapatok közül, két fődarabból összeragasztott kasztnit kezdett el használni, továbbá ők is a kormánykerékbe építették be ezentúl a kijelzőt, nem pedig a pilótafülkébe. A céljuk mindazonáltal nem a riválisok lemásolása volt, hanem az önálló úton járás. A technológiai újítások azonban hátrányokkal is jártak: a fejlesztési folyamat elhúzódott, a gyár késésben volt az autóval, amit így nem is tudtak egy shakedown keretében a pályára vinni.
A pilótafelállás változatlan volt az év kezdetekor, Albonnal már 2025 végéig aláírtak, Sargeant-tel szemben azonban komoly kritikák fogalmazódtak meg - ennek ellenére vele is hosszabbítottak újabb egy évig.

## A szezon
Az idény rosszabbul kezdődött, mint számítani lehetett rá. A gyártástechnológia modernizálásának hátulütői visszaütöttek: a késve érkezett autó nem volt elég gyors, ezért a csapat visszazuhant az alsóházba. Mint utóbb kiderült, egy jelentősen túlsúlyos autóval kezdték meg a szezont, amelyen utóbb könnyítettek kb. 14 kilogrammot. Problémát jelentett az is, hogy bár a fejlesztéseket már az év elején megkezdték, ügyelniük kellett arra is, hogy mivel nem tudtak időben legyártani megfelelő mennyiségben pótalkatrészeket, így lehetőség szerint kerülniük kellett a baleseteket. Ausztráliában aztán Albon rommá törte az autóját az első szabadedzésen, a csapat pedig úgy döntött, hogy mivel nincs elég alkatrészül, visszaléptetik Sargeant-et, és helyette Albont indítják a futamon. Az autótörések Japánban is folytatódtak, ekkor mindkét versenyző autója összetört.
A csapat első pontjait a monacói nagydíjon szerezte meg, Albon jóvoltából. Ezután újabb formahanyatlás és felejthető hétvégék következtek. A brit nagydíjon különleges festéssel indultak, amelyen a brit zászlót a több mint ezer gyári dolgozó nevéből rakták ki. A futamon mindkét versenyző remekelt - már az időmérő edzésen is bejutott Albon a Q3-ba, amiről Sargeant csak épphogy maradt le, majd a versenyen is előkelő pozícióban végeztek, újabb pontokat szerezve ezzel. A nyári szünetig azonban ezt nem követte javulás.
Sargeant esetében számos kritika merült fel az év során, ugyanis nem hozta a várt eredményeket és amatőr hibákat is vétett. A holland nagydíj harmadik szabadedzésén megcsúszott egy vizes részen és totálkárosra törte az autóját, mert ki is gyulladt. Ez volt az utolsó csepp a pohárban - a futamon ugyan még részt vett (bár az időmérő edzést autó hiányában ki kellett hagynia), de megváltak tőle, és a helyére a Williams versenyzői akadémiájának tagját, Franco Colapintót ültették, aki már szabadedzéseken vezethette az autót. A holland nagydíj egyébként is pocsékul sikerült a csapatnak, ugyanis feljesztéseket hoztak, amelyek ígéretesnek tűntek, és Albon a nyolcadik helyre kvalifikált velük - csakhogy a padlólemezt egy vizsgálat során szabálytalannak minősítették, ezért diszkvalifikálták őt.
Colapinto az olasz nagydíjon versenyzett először a csapattal, és korrektül debütált, a 12. helyen ért célba - eközben Albon újra pontokat szerzett. Colapinto a 43-as rajtszámot választotta, mert a junior kategóriákban is ezzel versenyzett. Amerikában egy rajtbaleset miatt megsérült már a futam elején Albon padlólemeze, amivel tönkrement az egész futama - vele ellentétben Colapinto ismét tudott szerezni egy pontot. Interlagosban egy esős hétvégén rémes futama volt a Williamsnek: az időmérő edzésen mindketten összetörték az autójukat, úgy, hogy Albonét nem is sikerült összerakni, és ő nem vett részt a vasárnapi nagydíjon. Colapinto esetében ez sikerült, de a versenyen újra összetörte azt.
A szezon végi fiatal pilóták tesztjén Luke Browning vezethette az autót.

## Eredmények
| Év   | Csapat          | Motor          | Gumik | Pilóták          | Futamok | Futamok | Futamok | Futamok | Futamok | Futamok | Futamok | Futamok | Futamok | Futamok | Futamok | Futamok | Futamok | Futamok | Futamok | Futamok | Futamok | Futamok | Futamok | Futamok | Futamok | Futamok | Futamok | Futamok | Pontok | Helyezés |
| Év   | Csapat          | Motor          | Gumik | Pilóták          | BHR     | SAU     | AUS     | JPN     | CHN     | MIA     | EMI     | MON     | CAN     | ESP     | AUT     | GBR     | HUN     | BEL     | NED     | ITA     | AZE     | SIN     | USA     | MXC     | SAP     | LVG     | QAT     | ABU     | Pontok | Helyezés |
| ---- | --------------- | -------------- | ----- | ---------------- | ------- | ------- | ------- | ------- | ------- | ------- | ------- | ------- | ------- | ------- | ------- | ------- | ------- | ------- | ------- | ------- | ------- | ------- | ------- | ------- | ------- | ------- | ------- | ------- | ------ | -------- |
| 2024 | Williams Racing | Mercedes M15 E | P     | Alexander Albon  | 15      | 11      | 11      | KI      | 12      | 18      | KI      | 9       | KI      | 18      | 15      | 9       | 14      | 12      | 14      | 9       | 7       | KI      | 16      | KI      | NI      | KI      | 15      | 11      | 17     | 9.       |
| 2024 | Williams Racing | Mercedes M15 E | P     | Logan Sargeant   | 20      | 14      | NI      | 17      | 17      | KI      | 17      | 5       | KI      | 20      | 19      | 11      | 17      | 17      | 16      |         |         |         |         |         |         |         |         |         | 17     | 9.       |
| 2024 | Williams Racing | Mercedes M15 E | P     | Franco Colapinto |         |         |         |         |         |         |         |         |         |         |         |         |         |         |         | 12      | 8       | 11      | 10      | 12      | KI      | 14      | KI      | KI      | 17     | 9.       |

- † – Nem fejezte be a futamot, de rangsorolva lett, mert teljesítette a versenytáv 90%-át.

## Fordítás
Ez a szócikk részben vagy egészben  a   Williams FW46 című angol Wikipédia-szócikk ezen változatának fordításán alapul.  Az eredeti cikk szerkesztőit annak laptörténete sorolja fel. Ez a jelzés csupán a megfogalmazás eredetét és a szerzői jogokat jelzi, nem szolgál a cikkben szereplő információk forrásmegjelöléseként.